# Pulowetan
Pulowetan is een bestuurslaag in het regentschap Nganjuk van de provincie Oost-Java, Indonesië. Pulowetan telt 1534 inwoners (volkstelling 2010).